# Mobile antico in miniatura

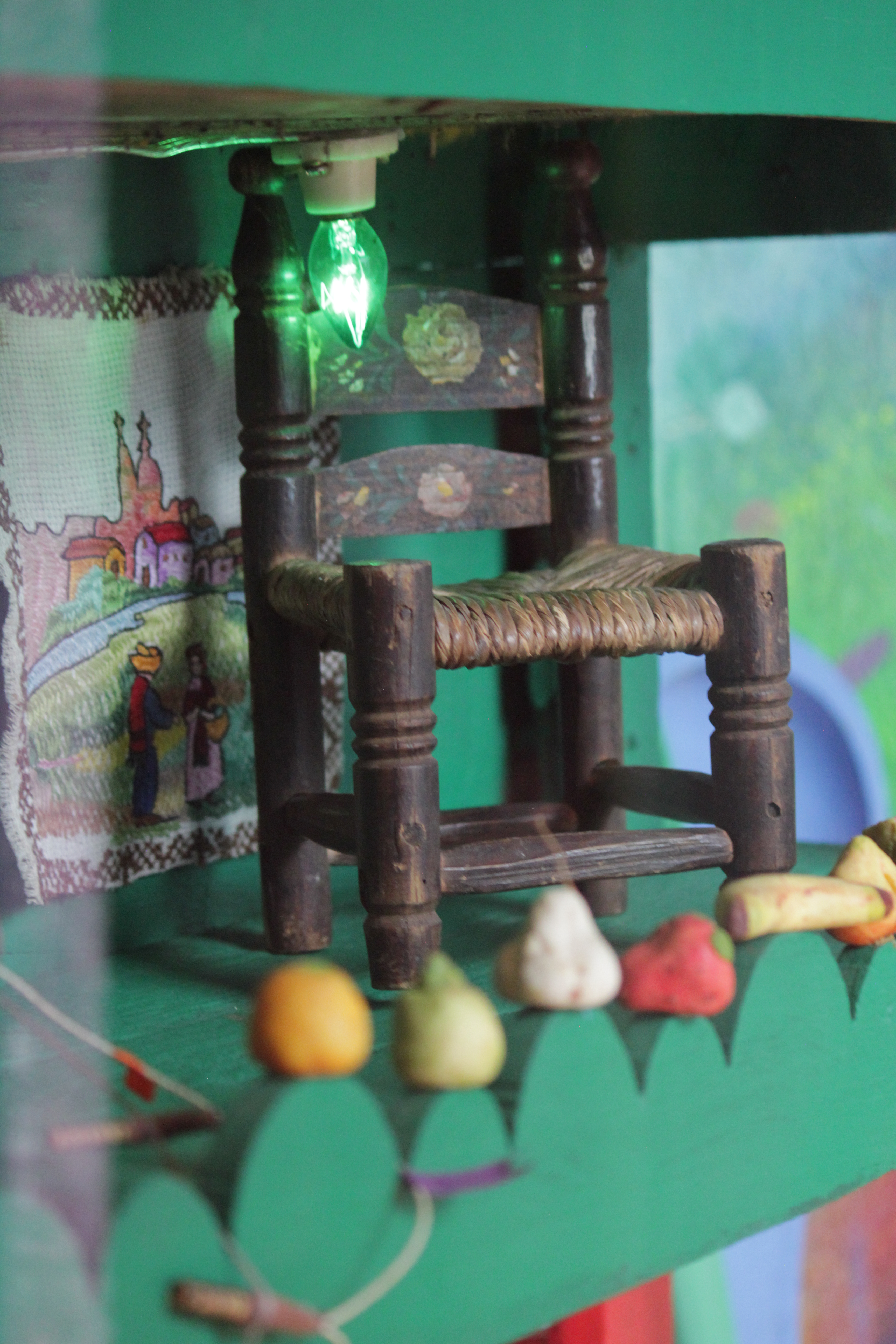
Miniatura nella casa-museo di Ramón López Velarde, (Città del Messico)

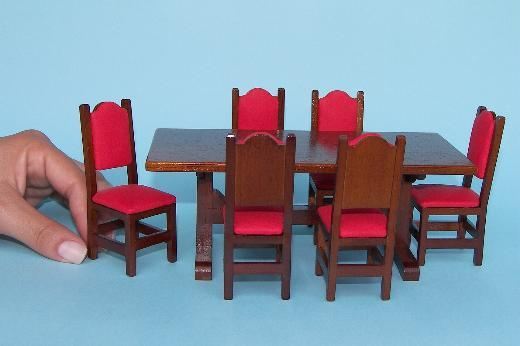
Roberto Ferres, Miniatura

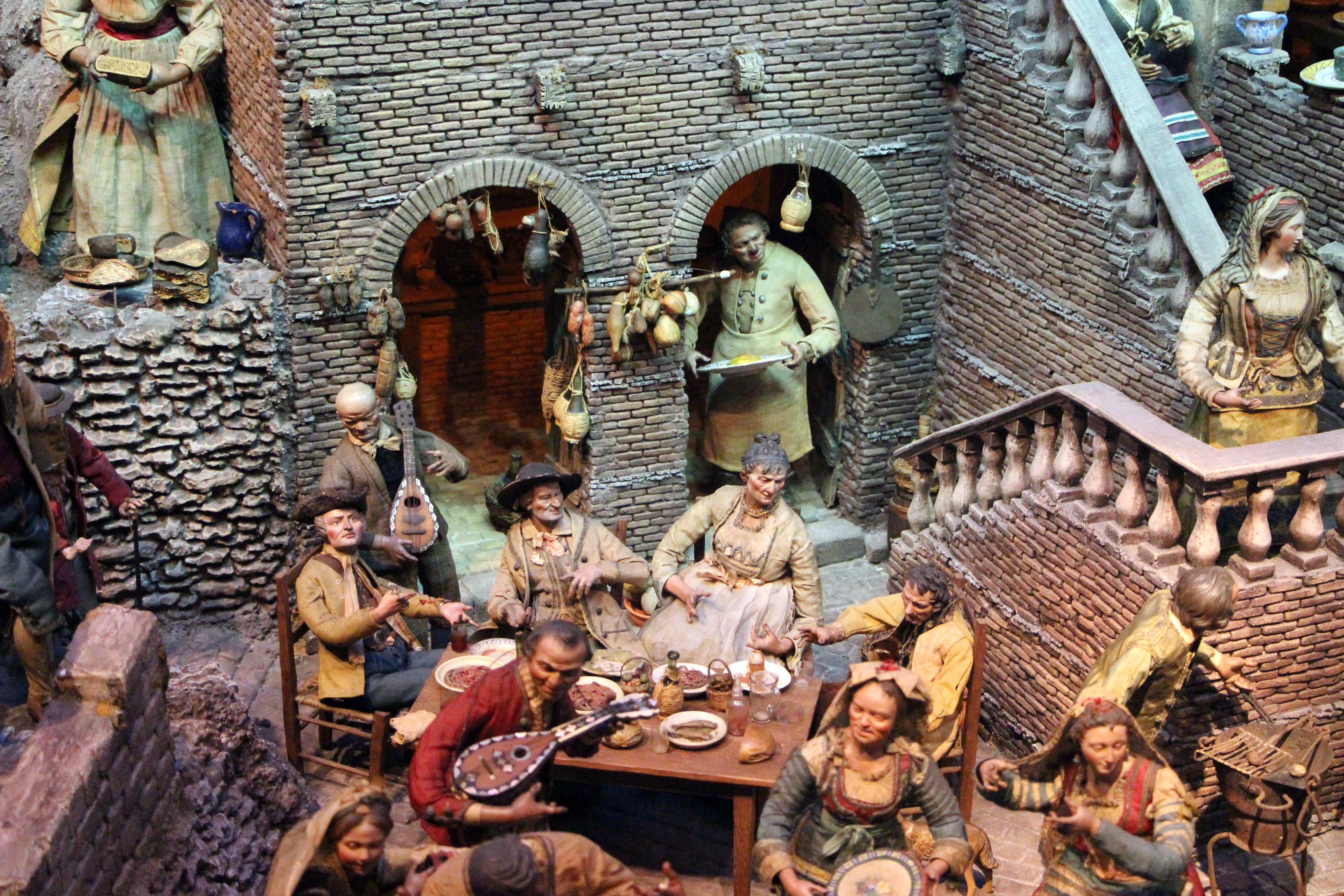
Presepe napoletano del Museo San Paolo

Un mobile antico in miniatura è un modello in scala ridotta di un mobile, che può essere realizzato per vari scopi, ad esempio come modellino-prototipo artigianale, come giocattolo (ad esempio per arredare la casa delle bambole) o come complemento di arredo per il presepe.

## Nel modellismo artigianale
Agli ebanisti si chiedeva talvolta il modellino di un mobile - completo di bronzetti, marmi, intarsi - da presentare all'approvazione cliente. Se ne trovano rarissimi esempi di alta epoca - modellini di cassoni dipinti a tempera, cassapanche intarsiate, credenze - ma sono più frequenti i mini mobili dal Seicento fino ai primi del Novecento. Non solamente poltroncine e divanetti (a volte con copertura d'epoca in seta), ma anche cassettoni con intarsi di legno dolce, di madreperla, di avorio, di tartaruga, con bronzetti e ripiani in marmo pregiato; tavoli completi di sedie con copertura in pelle; trumeau e tavolini olandesi intarsiati, cassettiere con le minuscole serrature, sedie e tavoli, consolle intarsiate e dorate, tavoli in mogano filettato d'acero, piccoli pianoforti, cestini da lavoro con il panier in stoffa, monetari con intarsi e bronzetti. Il mercato, rivolto soprattutto a collezionisti, è sempre più rarefatto e offre in genere elementi singoli, mentre è raro trovare più elementi che compongono un arredamento omogeneo. Mobili antichi in miniatura sono stati prodotti soprattutto in Inghilterra, in Italia, in Spagna, in Russia. Una collezione di mini mobili antichi era stata messa insieme dal danzatore russo Rudolf Nurejev.

## Nel presepe
Nel Settecento il presepe a Napoli si arricchisce di scene vivacissime, come quella dell'osteria, dove sostano i miscredenti, cioè i commensali che non aspettano la nascita di Gesù, ma cenano di grasso, cantano, suonano. Tutta la scena è realizzata in miniatura: strumenti musicali, arredo della tavola, cesti di frutta e verdura, botti di vino, recipienti di rame. I mobili sono semplici, rustici, fatti in legno dolce scurito, oppure in noce: si tratta di tavolini, sgabelli, panche, sedie.

## Come giocattolo
Un piccolo gruppo di mobili-giocattolo antichi è al Museo Mario Praz, a Romaː è una casa delle bambole di epoca impero, opera di artigianato francese. Difficile distinguere, in particolare per l'epoca più antica, il mondo del giocattolo da quello del modellino-prototipo, perché le misure sono molto simili. Facile invece identificare il giocattolo più moderno, in particolare quello che nel Novecento è stato prodotto in serie. Un discorso a parte è rappresentato dai piccoli arredi completi etnici: se ne sono prodotti nell'Ottocento, in particolare in Sardegna e in Tirolo: più che giocattoli sono elementi decorativi.